# ダレン・ドロズドフ
ダレン・ドロズドフ（Darren Adrian Drozdov、1969年4月7日 - 2023年6月30日）は、アメリカ合衆国の元アメリカンフットボール選手であり、元プロレスラー。ニュージャージー州メイズランディング出身。
慢性的な嘔吐症を患っていたことからピュークのニックネームを持ち、入場する際には嘔吐を表現するようなパフォーマンスをしていた。

## 来歴

### NFL
学生時代からアメリカンフットボール選手として活躍。メリーランド大学卒業後、1993年にNFLのデンバー・ブロンコスにドラフト指名され入団。新人ながらディフェンシブエンドで出場するが、出場した全試合で嘔吐する問題を抱えていた。この行動が各メディアから注目され、後に彼の代名詞となるピューク（日本語で嘔吐の意）とニックネームを与えられた。
1994年にブロンコス解雇後、獲得に乗り出す球団がなく1996年にカナダのCFLに属するモントリオール・アルエッツに入団するが出場機会がなく引退を決意した。

### プロレス
アメリカンフットボール選手としてのキャリア終了後、1997年にブロンコス所属時より興味を示していたプロレスのメジャー団体であるWWFからオファーを受けてプロレスラーへと転向。1998年1月、当時WWFと提携していたECWにフィル・ラフォンとダグ・ファーナス、ブラッカスと共に派遣され、ランス・ライト率いるライト・コネクション（Wright Connection）の一員としてECW侵略を謀る。2月20日、ECWでのデビューマッチをECW世界TV王座を保持するタズとの対決という厚遇を受けて挑戦するがベルトを奪取するに至らなかった。
5月よりWWFに復帰。前述の慢性的に嘔吐をする癖をギミックに用いてピューク（Puke）というリングネームでデビュー。LOD2000（Legion of Doom 2000）にメンバー入りし活動。7月には格闘技トーナメントであるBrawl for Allに出場し、準決勝まで進出する活躍を見せた。LOD2000のメンバーであるホークが欠場したことからアニマルとのタッグで活動するが、ホークの復帰に伴いLOD2000と対立して抗争を展開した。
LOD2000との抗争終了後、アルバートとタッグを組んで活動するが1999年10月5日、HEATにてディーロ・ブラウンとの対戦中、パワーボムを喰らった際に立てなくなったことから試合は中断され、病院へと搬送されるが脊髄を損傷し下半身不随になってしまった。結局この故障により間もなく引退を迎えた。
引退した同年からWWEのスタッフ兼コラムニストとして働いている。
2023年6月30日、朝方、自宅で亡くなっているところを家族が発見した。54歳没。

## その他
- WWFのドキュメンタリー映画であるビヨンド・ザ・マットに出演した際、会長であるビンス・マクマホンと面接した時に「いつでも嘔吐することができる」ことをアピールしたことで入団できたと語っている。
- 1999年、WWFのスタッフを務め始めた頃に同業者であるジュリー・ヤングバーグと結婚するが2005年に離婚した。

## 得意技
- ニュージャージー・ナップタイム

ドクター・ボムと同型。
- ダイビング・エルボー・ドロップ
- ジャンピング・エルボー・ドロップ
- ダイビング・ラリアット
- リーピング・クローズライン
- スピアー